# Pararge alberti
Pararge alberti är en fjärilsart som beskrevs av Albert 1896. Pararge alberti ingår i släktet Pararge och familjen praktfjärilar. Inga underarter finns listade i Catalogue of Life.